# Kurt Zouma
Kurt Happy Zouma (sinh ngày 27 tháng 10 năm 1994) là một cầu thủ bóng đá chuyên nghiệp người Pháp thi đấu ở vị trí trung vệ cho câu lạc bộ West Ham United tại Premier League và đội tuyển quốc gia Pháp.
Anh bắt đầu sự nghiệp của mình tại Saint-Étienne, khởi đầu sự nghiệp của mình ở tuổi 16. Zouma giành Coupe de la Ligue với câu lạc bộ vào năm 2013 và gia nhập Chelsea với mức giá 12 triệu bảng Anh vào tháng 1 năm 2014. Trong mùa giải đầu tiên của anh tại Chelsea, Zouma đã góp công trong hai danh hiệu của câu lạc bộ là EFL Cup và Premier League. Vào tháng 7 năm 2017, Zouma gia nhập Stoke City dưới dạng cho mượn trong mùa giải 2017–18. Tiếp theo là một vụ chuyển nhượng cho mượn tới Everton trong mùa giải 2018–19.
Zouma từng thi đấu cho đội trẻ của Pháp ở nhiều cấp độ đến U-21. Anh có màn ra mắt đầu tiên ở cấp độ tuyển quốc gia trong trận đấu với Đan Mạch vào ngày 29 tháng 3 năm 2015.

## Sự nghiệp câu lạc bộ

### Khởi đầu
Sinh ra ở Lyon, Zouma bắt đầu sự nghiệp ở Vaulx-En-Velin từ năm 9 tuổi đến năm 15 tuổi. Anh đã chơi trong vai trò tiền vệ cánh phải và tiền đạo trước khi chuyển sang chơi ở vị trí trung vệ như hiện tại.

### Saint-Étienne

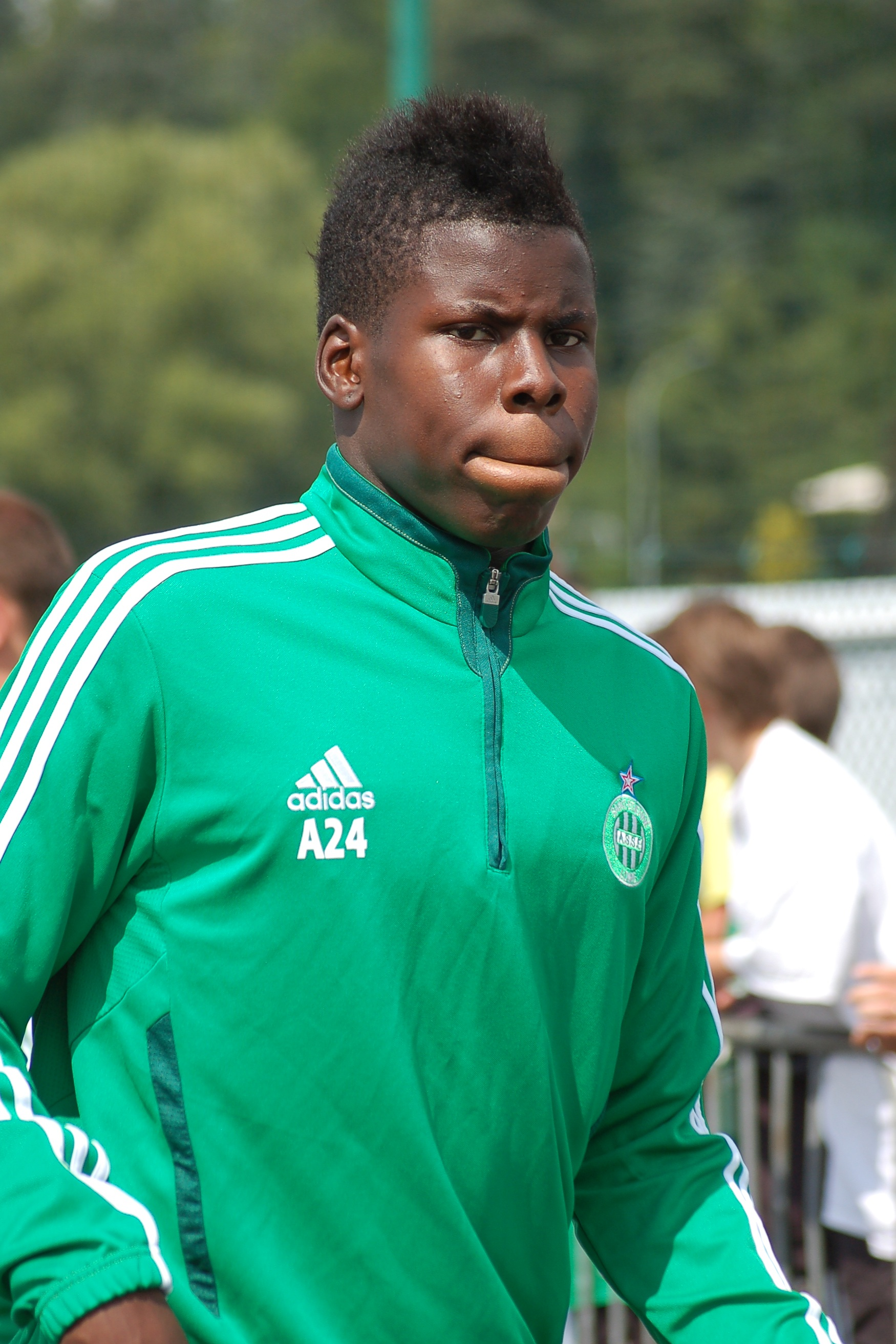
Zouma khởi động cho Saint-Étienne năm 2011.

Sinh ra ở Lyon, Zouma gia nhập Saint-Étienne vào năm 2009. Ngày 2 tháng 4 năm 2011, anh đã ký hợp đồng chuyên nghiệp đầu tiên của mình có thời hạn 3 năm. Sau đó, nhằm tạo ấn tượng lên HLV Christophe Galtier để được gia nhập đội Một trước thềm mùa giải 2011-12. Zouma ra mắt chuyên nghiệp của mình vào 31 tháng 8 năm 2011 trong một trận đấu Coupe de la Ligue với Bordeaux. Anh đã chơi trọn vẹn trận đấu trong chiến thắng 3–1.
Ngày 20 tháng 4 năm 2013, Zouma chơi trong chiến thắng Saint-Étienne 1–0 trước Rennes trong trận chung kết của Coupe de la Ligue.
Ngày 7 tháng 11 năm 2013, Zouma đã bị phạt khi đốn ngã cầu thủ đối phương khiến anh này bị chấn thương với một chân phải bị gãy và mắt cá chân bị trật khớp, án phạt này khiến trung vệ to con người Pháp phải nghỉ thi đấu 10 trận.

### Chelsea
Ngày 31 tháng 1 năm 2014, Zouma gia nhập Chelsea với bản hợp đồng năm năm rưỡi với số tiền được cho là vào khoảng 12 triệu bảng Anh (14.600.000 €). Anh vẫn ở Saint-Étienne dưới dạng cho mượn đến hết mùa giải 2013–14.
Mùa giải 2014–15

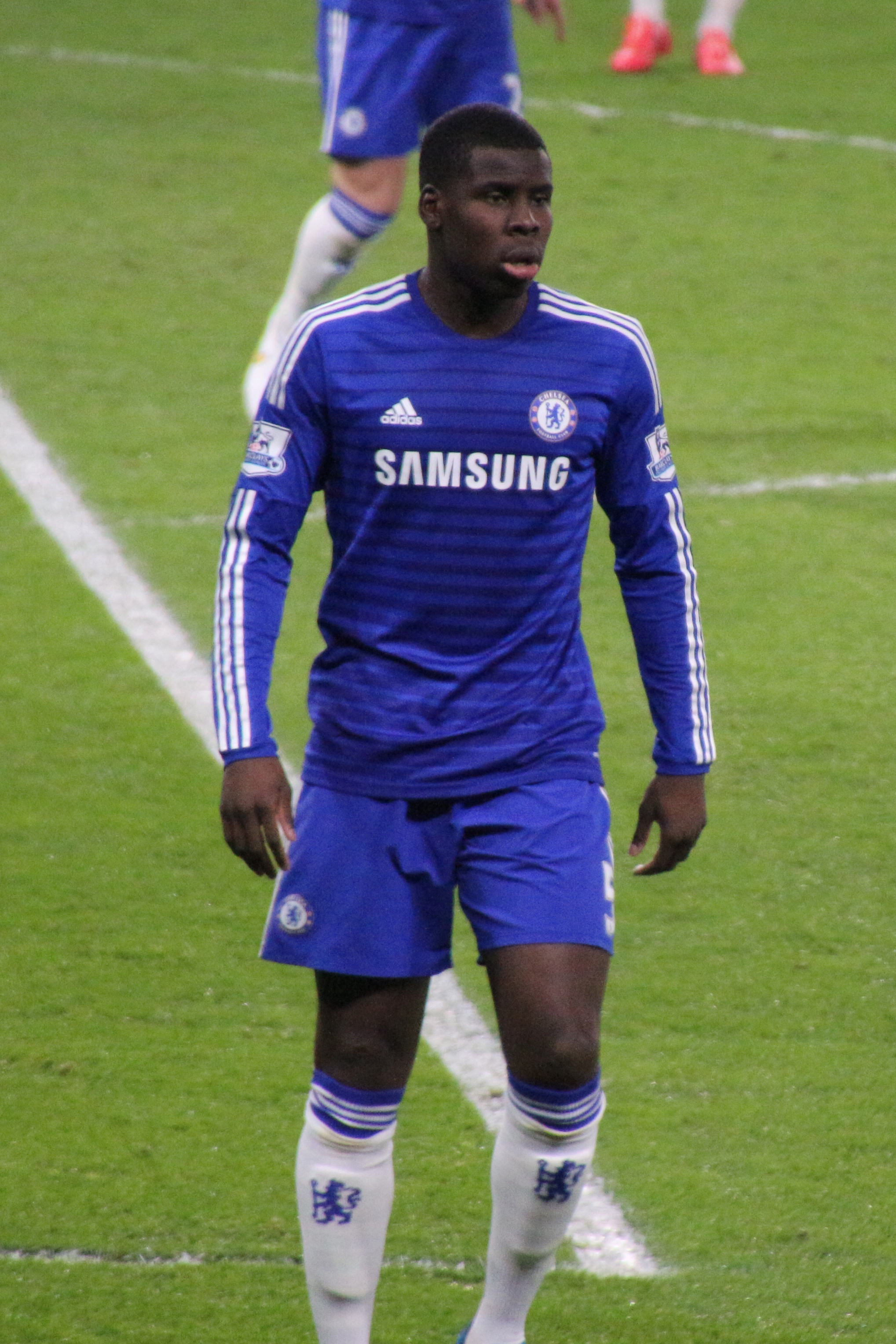
Zouma chơi cho Chelsea năm 2015.

Zouma được vào sân từ băng ghế dự bị trong trận giao hữu trước mùa giải với Wycombe Wanderers. Anh ghi bàn thắng đầu tiên của mình cho câu lạc bộ trong chiến thắng giao hữu 2-1 trước câu lạc bộ nổi tiếng của Slovenia Olimpija, vào ngày 27 tháng 7 năm 2014. Anh đã được trao chiếc áo số 5, trước đây mặc bởi Michael Essien.
Ngày 24 tháng 9, Zouma thi đấu trận đầu tiên của mình cho Chelsea, ghi bàn thắng mở tỉ số trong chiến thắng 2–1 trước Bolton Wanderers ở vòng thứ ba của League Cup. Zouma thi đấu trận thứ hai vào ngày 21 tháng 10 gặp Maribor trong khuôn khổ Champion League, giúp Chelsea giữ sạch lưới trong chiến thắng 6-0. Anh có trận ra mắt Premier League bằng một sự thay người kéo dài thời gian của HLV José Mourinho trong trận hòa 1–1 với Manchester United tại Old Trafford vào ngày 26 tháng 10 năm 2014.
Ngày 4 tháng 1 năm 2015, Zouma ghi bàn thắng thứ ba cho Chelsea trong chiến thắng 3–0 trước Watford tại FA Cup. Sáu ngày sau đó, anh ra sân ngay từ đầu trận đấu đầu tiên tại Premier League, đá cặp cùng đội trưởng John Terry và giữ sạch lưới trong trận thắng 2–0 trên sân nhà trước Newcastle United và đưa Chelsea trở lại vị trí đầu bảng.
Với án phạt của Nemanja Matić và chấn thương của John Obi Mikel, Zouma đã chơi trong vai trò tiền vệ phòng ngự và góp công trong chiến thắng 2–0 trước Tottenham Hotspur trong trận chung kết Cup Liên đoàn. Ngày 3 tháng 5, anh vào thay Willian trong 5 phút cuối trận với Crystal Palace, trận đấu Chelsea thắng với tỉ số 1-0 và lên ngôi vô địch.

#### 2015–2017

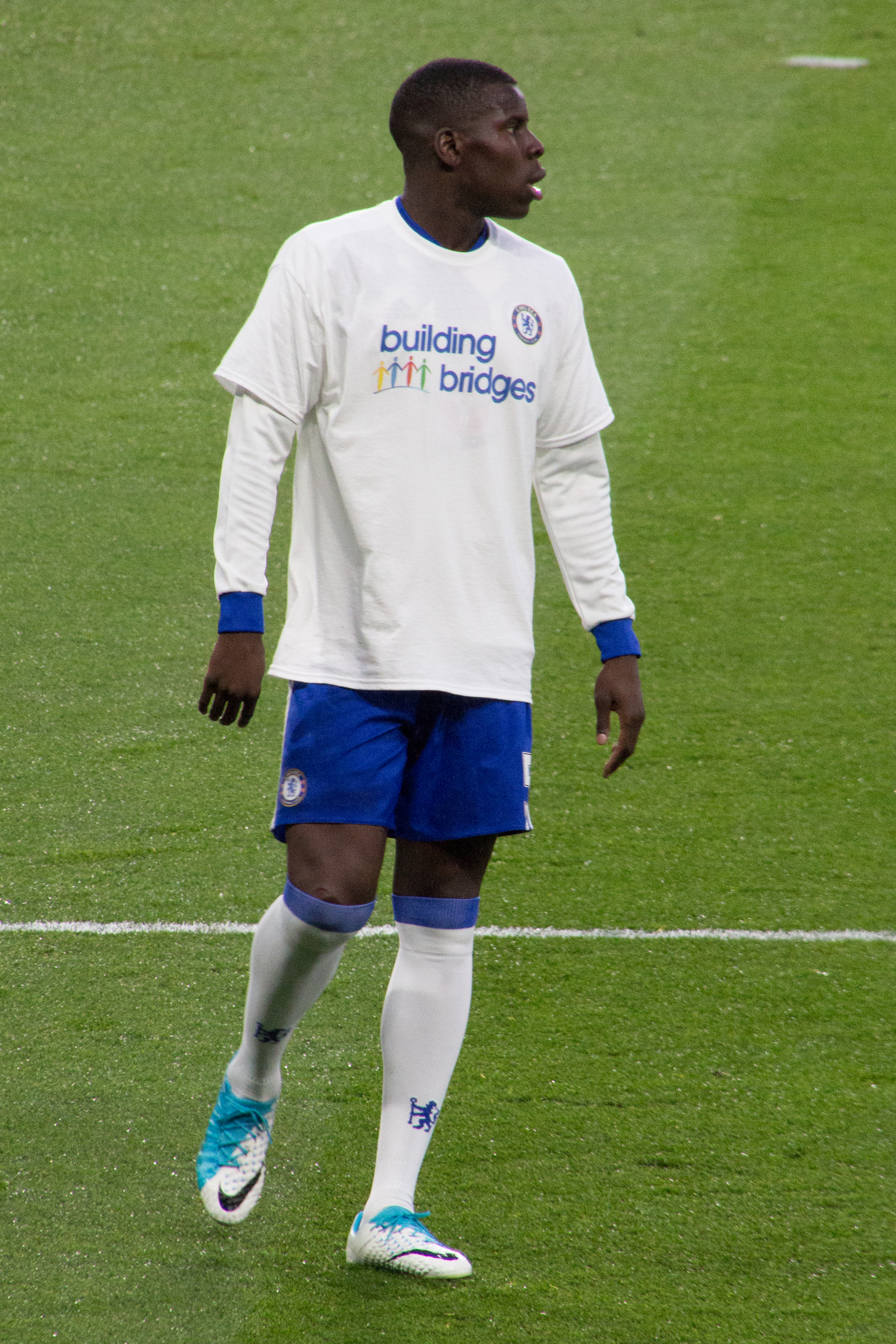
Zouma chơi cho Chelsea năm 2017.

Vào ngày 2 tháng 8 năm 2015, Zouma vào thay Azpilicueta phút 69 trong trận thua 0-1 của Chelsea trước kình địch Arsenal trong khuôn khổ Siêu cúp Anh. Ra sân ngay từ đầu thay John Terry, anh ghi bàn thắng đầu tiên tại giải Ngoại hạng Anh vào ngày 19 tháng 9 bằng một pha đánh đầu sau qua tạt của Fàbregas, góp công trong chiến thắng 2-0 của Chelsea. Ngày 24 tháng 11, sau khi vào thay cho Terry bị chấn thương, Zouma ghi bàn thắng đầu tiên tại cúp châu Âu trong chiến thắng 4–0 trước Maccabi Tel Aviv.
Dưới thời HLV Guus Hiddink, Zouma thường được chơi bên cạnh Terry và chơi rất ổn định giúp Chelsea cải thiện phong độ. Ngày 7 tháng 2 năm 2016, Zouma gặp một chấn thương cực kỳ tồi tệ trong trận đấu với Manchester United, sau khi tiếp đất trong một pha tranh chấp bóng bổng, đầu gối của Zouma bị gập ngược chiều so với bình thường khiến anh bị đứt dây chằng trước. Các bác sĩ dự đoán Zouma sẽ phải ngồi ngoài 6 tháng trước khi trở lại thi đấu.
Vào mùa hè năm 2016, Zouma trở lại tập luyện cùng đội 1 suốt cả giai đoạn tiền mùa giải. Cùng thời điểm, Chelsea cũng từ chối lời đề nghị mượn từ Schalke 04. Ngày 24 tháng 10, Zouma trở lại thi đấu cho đội U-23 Chelsea sau quãng thời gian 9 tháng nghỉ chấn thương, anh chơi 45 phút trong trận hoà trước Derby County. Ngày 8 tháng 1 năm 2017, Zouma trở lại thi đấu cho đội 1 trong chiến thắng 4–1 trước Peterborough United thuộc khuôn khổ FA Cup. Ngày 4 tháng 2, Zouma có trận mở màn NHA mùa giải 2016–17 trên băng ghế dự bị trong chiến thắng 3–1 trước đại kình địch Arsenal.

#### 2017–19: Cho mượn tới Stoke City và Everton
Theo những điểu khoản của bản hợp đồng 6 năm với Chelsea, ngày 21 tháng 7 năm 2017, Zouma gia nhập Stoke City theo dạng cho mượn trong mùa giải 2017–18. Ngày 12 tháng 8, anh có trận ra mắt trong thất bại 1–0 trước Everton. Tháng 12 năm 2017, đội trưởng Stoke là Ryan Shawcross bày tỏ sự ngạc nhiên khi Chelsea cho mượn Zouma, người đã chơi tất cả các trận đấu của Stoke chỉ trừ trận đối đầu với CLB chủ quản Chelsea. Ngày 20 tháng 11, anh ghi bàn thắng đầu tiên cho the Potters, trong trận hòa 2–2 trước Brighton & Hove Albion. Zouma đã chơi 37 trận cho Stoke trong mùa giải 2017–18 trước khi CLB này xuống hạng.
Ngày 10 tháng 8 năm 2018, Zouma được cho mượn đến Everton để phục vụ CLB này trong mùa giải 2018–19. Anh có trận ra mắt vào ngày 25 tháng 8 sau khi được đưa vào sân vào phút cuối thay cho Michael Keane bị chấn thương trong trận hòa 2–2 trước Bournemouth.
Zouma ghi bàn đầu tiên cho Everton vào ngày 13 tháng 1 năm 2019 bằng pha đánh đầu mở tỷ số trong chiến thắng 2–0 cũng trước Bournemouth.

#### 2019–21: Trở lại Chelsea

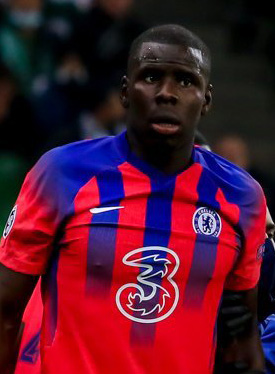
Zouma chơi cho Chelsea năm 2020.

Zouma trở lại Chelsea sau khi hết hạn hợp đồng cho mượn tại Everton. Anh ấy đã có 32 lần ra sân và ghi được 2 bàn thắng cùng câu lạc bộ. Vào ngày 11 tháng 8 năm 2019, Zouma có trận đấu đầu tiên trong mùa giải với tư cách là người đá chính trong trận thua 4–0 trước Manchester United. Anh ấy đã ra sân trước Grimsby Town vào ngày 25 tháng 9 năm 2019, trong chiến thắng 7–1 trên sân nhà ở vòng ba EFL Cup. Vào ngày 1 tháng 1 năm 2020, Zouma đánh dấu lần ra sân thứ 100 cho câu lạc bộ khi Chelsea hòa 1–1 trước Brighton & Hove Albion tại Sân vận động Falmer. 
Zouma bắt đầu mùa giải mới trong trận đấu với 4 người trong chuyến làm khách của Chelsea trước Brighton & Hove Albion vào ngày 14 tháng 9 năm 2020. Anh ấy sẽ tiếp tục ghi bàn thắng thứ ba cho câu lạc bộ trong chiến thắng 3–1, bàn thắng đầu tiên của anh ấy ở Premier League sau hơn 5 năm cho Chelsea. Vào ngày 6 tháng 12, Zouma đánh đầu trong bàn thắng thứ hai của đội anh trong chiến thắng 3–1 trước Leeds United. Chiến thắng giúp Chelsea đứng đầu bảng xếp hạng và là bàn thắng thứ tư của anh ấy trong mười trận đấu đầu tiên của mùa giải, điều đó có nghĩa là anh ấy có số lần lập công nhiều gấp đôi với tư cách là hậu vệ ghi nhiều bàn thắng nhất tiếp theo ở Premier League. Qua mười trận đấu đầu tiên tại giải đấu, Zouma cũng đã thắng 74,5% các trận đấu tay đôi, giúp anh lọt vào danh sách 20 cầu thủ hàng đầu ở châu Âu. 
Lần ra sân cuối cùng của Zouma cho Chelsea là trong trận thắng của họ ở Siêu cúp châu Âu 2021 trước Villarreal vào ngày 11 tháng 8 năm 2021. Trận đấu kết thúc với tỷ số 1-1 trước khi được quyết định trong loạt sút luân lưu. Villarreal có bàn gỡ hòa sau một pha cản phá hàng phòng ngự yếu kém của Zouma. Vào tháng 8 năm 2021, anh rời đi để gia nhập West Ham United. Anh đã chơi 151 trận trên mọi đấu trường cho Chelsea, ghi được 10 bàn thắng.

### West Ham United
Vào ngày 28 tháng 8 năm 2021, Zouma gia nhập West Ham United với giá 29,8 triệu bảng, ký hợp đồng 4 năm. Vào ngày 16 tháng 9, anh có trận ra mắt West Ham, tại Europa League trong chiến thắng 2–0 trước Dinamo Zagreb. Vào ngày 7 tháng 11, anh ghi bàn thắng đầu tiên cho West Ham, bàn thắng ấn định chiến thắng 3–2 trước Liverpool.

## Sự nghiệp quốc tế
Zouma đã từng chơi cho U-16 và U-17 của Pháp. Anh đã cùng U-17 Pháp tham gia giải Euro U-17 năm 2011 và World Cup U-17 năm 2011. Zouma là đội trưởng của U-21 Pháp khi anh còn thi đấu ở cấp độ này. Anh là thành viên của đội U-20 vô địch World Cup 2013 ở Thổ Nhĩ Kỳ. Trong trận tứ kết trước Uzbekistan ở Rize, anh góp công bằng 1 bàn thắng trong chiến thắng chung cuộc 4–0.
Ngày 19 tháng 3 năm 2015, Zouma lần đầu được HLV Didier Deschamps gọi vào tuyển quốc gia để thi đấu trong hai trận giao hữu trước Brazil và Đan Mạch. Anh có lần ra mắt đầu tiên 10 ngày sau đó, trong chiến thắng 2-0 trên sân Stade Geoffroy-Guichard của CLB cũ Saint-Étienne sau khi vào thay Morgan Schneiderlin trong 8 phút cuối trận.
Vì chấn thương đứt dây chằng hồi tháng 2 nên Zouma buộc phải lỡ kỳ Euro 2016 cùng đội tuyển Pháp.
Anh trở lại đội tuyển vào tháng 8 năm 2017 thay cho trung vệ Raphaël Varane–bị dính chấn thương trong trấn đấu thuộc vòng loại World Cup trước Hà Lan. Tuy nhiên Zouma chỉ được xếp vào danh sách chờ của đội tuyển Pháp trong vòng chung kết tổ chức trên đất Nga. Zouma có lần đầu tiên khoác áo đội tuyển Pháp trong hơn ba năm vào ngày 11 tháng 10 năm 2018 với tư cách là cầu thủ dự bị trong trận hòa 2–2 giao hữu với Iceland, vào sân thay người và giành được quả phạt đền gỡ hòa. 
Vào ngày 11 tháng 6 năm 2019, Zouma có trận đấu đầu tiên cho đội tuyển Pháp, chơi 90 phút trong trận đấu và ghi bàn thắng quốc tế đầu tiên của anh ấy, trong chiến thắng 4–0 trước Andorra trong trận đấu vòng loại UEFA Euro 2020 .

## Phong cách thi đấu
Vào tháng 1 năm 2014, Zouma được The Observer bầu chọn là một trong mười cầu thủ trẻ hứa hẹn nhất ở châu Âu. Tờ báo cho rằng, "Ngoài sức mạnh và kỹ thuật vượt trội của mình, Zouma còn có phẩm chất của một thủ lĩnh trong tương lai".
Chuyên gia Danny Murphy của tờ Match of the Day còn ví Zouma như Marcel Desailly, một hậu vệ người Pháp đã từng chơi cho Chelsea. Sau trận hòa trước Man City, Murphy đã ghi nhận độ tin cậy và sự tự tin của Zouma trước các đối thủ mạnh nhờ vào tốc độ của mình. Anh dự đoán rằng Zouma sẽ là trụ cột của Chelsea trong nhiều năm tới và sẽ là sự thay thế lý tưởng cho đội trưởng John Terry đã bước sang tuổi 34.
Ryan Shawcross gọi Zouma là "hậu vệ tối thượng" nhờ tốc độ, nhảy, chuyền, sút và tắc bóng, và nói rằng Toby Alderweireld của Tottenham Hotspur là trung vệ duy nhất ở đẳng cấp của anh ấy.

## Cuộc sống cá nhân
Cha mẹ của Zouma là dân nhập cư từ Cộng hòa Trung Phi. Zouma có một người anh trai, Lionel, người cũng là một cầu thủ bóng đá chuyên nghiệp. Anh cũng thi đấu ở vị trí hậu vệ trong màu áo Bourg-en Bresse. Tên của Zouma được đặt theo nhân vật Kurt Sloane, một vai diễn của Jean-Claude Van Damme trong bộ phim Kickboxer ra mắt năm 1989, trong khi tên đệm Happy của anh được đặt theo truyền thống sử dụng từ ngữ tích cực làm tên đệm của người Châu Phi. Zouma kết hôn với Sandra và có 2 con.

### Ngược đãi động vật
Vào ngày 7 tháng 2 năm 2022, một cảnh quay xuất hiện cảnh Zouma đá và đấm con mèo của anh ta, được quay tại nhà của anh trai anh ta. Anh ấy đã bị cả câu lạc bộ của anh ấy và RSPCA lên án. Zouma đã xin lỗi và nói rằng bất chấp những hành động của mình, hai con mèo cưng của anh vẫn "ổn và khỏe mạnh". West Ham nói rằng họ sẽ giải quyết vấn đề trong nội bộ. Vào ngày 8 tháng 2, tổ chức phúc lợi động vật của Pháp, Tổ chức Brigitte Bardot thông báo rằng họ đã nộp đơn khiếu nại chống lại Zouma. Cùng ngày, Cảnh sát Essex cho biết họ đã mở một cuộc điều tra về vụ lạm dụng cùng với RSPCA. Người quản lý của West Ham, David Moyesđã chọn Zouma đá chính trong trận đấu với Watford vào cùng ngày, bất chấp những tranh cãi. Người dẫn chương trình của BBC Sport, Gary Lineker cho biết anh "bị sốc và kinh ngạc khi West Ham cho Zouma thi đấu trước Watford". Nhà bảo tồn Chris Packham và Thị trưởng Luân Đôn Sadiq Khan cũng lên án West Ham vì đã hỗ trợ Zouma. 
Vào ngày 9 tháng 2, RSPCA xác nhận rằng hai con mèo của Zouma đã được đưa đi khỏi anh ta và đang được RSPCA chăm sóc. Cùng ngày, một trong những nhà tài trợ của West Ham là Vitality đã đình chỉ hợp đồng với câu lạc bộ. Vitality cho biết họ "đau khổ" trước đoạn video ghi lại Zouma và "vô cùng thất vọng trước phán quyết của câu lạc bộ sau đó về vụ việc này". Hãng đồ thể thao Đức Adidas đã kết thúc quan hệ đối tác với Zouma, tuyên bố rằng, "Chúng tôi đã kết thúc cuộc điều tra của mình và có thể xác nhận Kurt Zouma không còn là vận động viên ký hợp đồng với Adidas." West Ham lên án hành động của Zouma và phạt anh ta số tiền tối đa có thể, với số tiền được quyên góp cho các tổ chức từ thiện vì quyền lợi động vật. Sky News đưa tin, khoản tiền phạt được hiểu là hai tuần lương trị giá 250.000 bảng. Vào ngày 10 tháng 2, câu lạc bộ hạng 5 nước Anh Dagenham & Redbridge thông báo rằng em trai của anh, Yoan Zouma, đã bị câu lạc bộ đình chỉ vì có vai trò quay phim hành hạ con mèo.

## Thống kê sự nghiệp
Tính đến ngày 8 tháng 2 năm 2022
| Câu lạc bộ          | Mùa giải            | Giải đấu            | Giải đấu      | Giải đấu     | Cúp quốc gia  | Cúp quốc gia | Cúp liên đoàn | Cúp liên đoàn | Châu Âu       | Châu Âu      | Khác          | Khác         | Tổng cộng     | Tổng cộng    |
| Câu lạc bộ          | Mùa giải            | Giải đấu            | Số lần ra sân | Số bàn thắng | Số lần ra sân | Số bàn thắng | Số lần ra sân | Số bàn thắng  | Số lần ra sân | Số bàn thắng | Số lần ra sân | Số bàn thắng | Số lần ra sân | Số bàn thắng |
| ------------------- | ------------------- | ------------------- | ------------- | ------------ | ------------- | ------------ | ------------- | ------------- | ------------- | ------------ | ------------- | ------------ | ------------- | ------------ |
| Saint-Étienne B     | 2010–11             | CFA                 | 7             | 1            | —             | —            | —             | —             | —             | —            | —             | —            | 7             | 1            |
| Saint-Étienne B     | 2011–12             | CFA                 | 2             | 1            | —             | —            | —             | —             | —             | —            | —             | —            | 2             | 1            |
| Saint-Étienne B     | 2012–13             | CFA                 | 1             | 0            | —             | —            | —             | —             | —             | —            | —             | —            | 1             | 0            |
| Saint-Étienne B     | Tổng cộng           | Tổng cộng           | 10            | 2            | —             | —            | —             | —             | —             | —            | —             | —            | 10            | 2            |
| Saint-Étienne       | 2011–12             | Ligue 1             | 21            | 2            | 1             | 0            | 1             | 0             | —             | —            | —             | —            | 23            | 2            |
| Saint-Étienne       | 2012–13             | Ligue 1             | 18            | 2            | 4             | 0            | 1             | 0             | —             | —            | —             | —            | 23            | 2            |
| Saint-Étienne       | 2013–14             | Ligue 1             | 24            | 0            | 0             | 0            | 0             | 0             | 3             | 0            | —             | —            | 27            | 0            |
| Saint-Étienne       | Tổng cộng           | Tổng cộng           | 63            | 4            | 5             | 0            | 2             | 0             | 3             | 0            | —             | —            | 73            | 4            |
| Chelsea             | 2014–15             | Premier League      | 15            | 0            | 2             | 1            | 5             | 1             | 4             | 0            | —             | —            | 26            | 2            |
| Chelsea             | 2015–16             | Premier League      | 23            | 1            | 1             | 0            | 1             | 0             | 6             | 1            | 1             | 0            | 32            | 2            |
| Chelsea             | 2016–17             | Premier League      | 9             | 0            | 4             | 0            | 0             | 0             | —             | —            | —             | —            | 13            | 0            |
| Chelsea             | 2019–20             | Premier League      | 28            | 0            | 5             | 0            | 2             | 1             | 7             | 0            | 1             | 0            | 43            | 1            |
| Chelsea             | 2020–21             | Premier League      | 24            | 5            | 5             | 0            | 2             | 0             | 5             | 0            | —             | —            | 36            | 5            |
| Chelsea             | 2021–22             | Premier League      | 0             | 0            | —             | —            | —             | —             | —             | —            | 1             | 0            | 1             | 0            |
| Chelsea             | Tổng cộng           | Tổng cộng           | 99            | 6            | 17            | 1            | 10            | 2             | 22            | 1            | 3             | 0            | 151           | 10           |
| Stoke City (mượn)   | 2017–18             | Premier League      | 34            | 1            | 1             | 0            | 2             | 0             | —             | —            | —             | —            | 37            | 1            |
| Everton (mượn)      | 2018–19             | Premier League      | 32            | 2            | 2             | 0            | 2             | 0             | —             | —            | —             | —            | 36            | 2            |
| West Ham United     | 2021–22             | Premier League      | 13            | 1            | 1             | 0            | 0             | 0             | 1             | 0            | —             | —            | 15            | 1            |
| Tổng cộng sự nghiệp | Tổng cộng sự nghiệp | Tổng cộng sự nghiệp | 251           | 16           | 26            | 1            | 16            | 2             | 26            | 1            | 3             | 0            | 322           | 20           |

1. 1 2  Ra sân tại UEFA Europa League
2. 1 2 3 4  Ra sân tại UEFA Champions League
3. ↑  Ra sân tại FA Community Shield
4. 1 2  Ra sân tại UEFA Super Cup

### Quốc tế
Tính đến 16 tháng 11 năm 2021
| Đội tuyển quốc gia | Năm       | Trận | Bàn |
| ------------------ | --------- | ---- | --- |
| Pháp               | 2015      | 2    | 0   |
| Pháp               | 2016      | 0    | 0   |
| Pháp               | 2017      | 0    | 0   |
| Pháp               | 2018      | 1    | 0   |
| Pháp               | 2019      | 2    | 1   |
| Pháp               | 2020      | 2    | 0   |
| Pháp               | 2021      | 4    | 0   |
| Tổng cộng          | Tổng cộng | 11   | 1   |

### Bàn thắng quốc tế
Tính đến 16 tháng 11 năm 2021
Điểm số của Pháp được liệt kê đầu tiên, cột điểm cho biết điểm số sau mỗi bàn thắng của Zouma
| # | Ngày                | Địa điểm                                         | Số trận | Đối thủ | Bàn thắng | Kết quả | Giải đấu            |
| - | ------------------- | ------------------------------------------------ | ------- | ------- | --------- | ------- | ------------------- |
| 1 | 11 tháng 6 năm 2019 | Sân vận động Quốc gia, Andorra la Vella, Andorra | 5       | Andorra | 4–0       | 4–0     | Vòng loại Euro 2020 |

## Danh hiệu

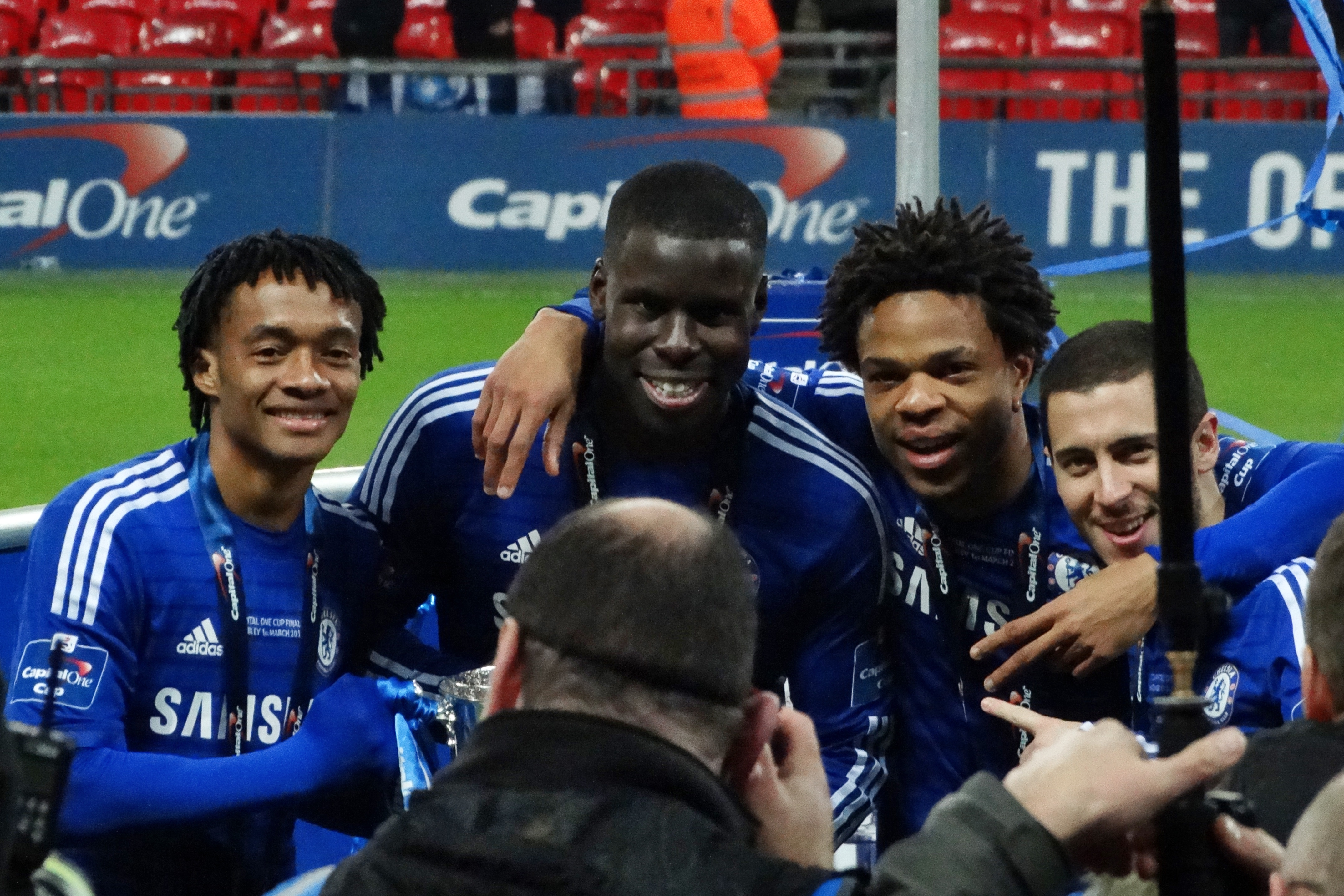
Zouma (thứ hai từ trái sang) ăn mừng chức vô địch League Cup với Chelsea năm 2015.

### Câu lạc bộ

#### Saint-Étienne
- Coupe de la Ligue: 2012–13

#### Chelsea
- Premier League: 2014–15, 2016–17
- EFL Cup: 2014–15
- UEFA Champions League: 2020–21
- UEFA Super Cup: 2021
- FIFA Club World Cup: 2021

#### West Ham United
- UEFA Europa Conference League: 2022–23

### Quốc tế

#### U-20 Pháp
- FIFA U-20 World Cup: 2013

### Cá nhân
- Cầu thủ trẻ xuất sắc nhất năm của Chelsea: 2014–15